# Општина Василаци (Калараш)
Василаци (рум. Vasilaţi) општина је у Румунији у округу Калараш.
Oпштина се налази на надморској висини од 33 m.